# Papa Bonifacio IX
Bonifacio IX, nato Pietro Tomacelli (Casarano, 1350 circa – Roma, 1º ottobre 1404), è stato il 203º papa della Chiesa cattolica dal 1389 alla morte. Regnò durante lo Scisma d'occidente, mentre il papa rivale (antipapa), Clemente VII, risiedette ad Avignone sotto la protezione della monarchia francese.

## Biografia
Pietro detto Piero o Perino Tomacelli nacque a Casarano (in Terra d'Otranto) attorno al 1350, da una nobile famiglia napoletana. Il padre, barone Giacomo, e la madre, Verdella Caracciolo, erano feudatari di Casarano e della vicina Casaranello. Pietro venne battezzato nella chiesetta paleocristiana di Santa Maria della Croce (la chiesa di Casaranello), parrocchiale del casale parvus. La notizia circa i natali casaranesi del futuro pontefice e quella del battesimo sono testimoniate da una lapide marmorea tuttora esistente, collocata dal vescovo Antonio Sanfelice (1708-1736) in Santa Maria della Croce. L’epigrafe settecentesca, come riportato nel suo stesso testo latino, sostituisce un’altra iscrizione commemorativa, più antica di trecento anni e rinnovata perché spaccata. Un altro dato, in sintonia con quanto affermato in precedenza, è relativo al secondo titolo cardinalizio assunto dal Tomacelli. 
Si conosce ben poco del periodo che precede la sua elezione a Papa. Si formò allo Studium di Napoli. A poco più di trent'anni si trasferì a Roma, chiamato da papa Urbano VI, suo conterraneo, che lo creò nel 1381 cardinale diacono di San Giorgio, e nel 1385 cardinale presbitero di Sant'Anastasia. La scelta di quest'ultimo titolo sarebbe un ossequio all'omonimo cenobio benedettino, sulle serre casaranesi, in cui il giovane Pietro aveva ricevuto la prima formazione, e (forse) aveva intrapreso la vita monastica. L'abbazia era una delle quattordici badiae inferiores, suffraganee di Santa Maria di Nerito, l'attuale cattedrale di Nardò.

### Il pontificato
Pietro Tomacelli fu eletto nel conclave del 1389. Scelse il nome pontificale di Bonifacio IX.

#### Governo della Chiesa
Il pontificato di Bonifacio fu contrastato da due antipapi: Clemente VII (1378-1394) e Benedetto XIII (1394-1417). Entrambi risiedettero ad Avignone. Germania, Inghilterra, Ungheria, Polonia e gran parte dell'Italia lo accettarono come papa (lui e il papa di Avignone, Clemente VII, si erano scomunicati a vicenda).
Durante il suo pontificato fu forte la pressione per la convocazione di un concilio ecumenico, come unico modo per ricomporre lo Scisma d'occidente, ma il movimento conciliare non si fece strada durante il papato di Bonifacio.
Bonifacio IX celebrò a Roma due giubilei. Il primo nel 1390, era stato dichiarato dal suo predecessore Urbano VI, e fu molto partecipato da Germania, Ungheria, Polonia, Boemia, e Inghilterra. Diverse città della Germania ottennero i "privilegi del giubileo"; vennero chieste molte indulgenze, ma queste diedero vita anche ad abusi e scandali. Il giubileo del 1400 attirò a Roma grandi folle di pellegrini, in particolare dalla Francia. Nonostante una disastrosa epidemia di peste, Bonifacio rimase in città.
Nella seconda metà del 1399 sorsero gruppi di penitenti flagellanti, noti come "Bianchi", o "Albati", specialmente in Provenza, che si diffusero poi in Spagna e nell'Italia settentrionale. Questi evocarono scomodi ricordi delle processioni di flagellanti erranti del periodo della Morte Nera (1348-49). Si spostavano in processione di città in città, indossando vesti bianche, con i volti coperti e una croce rossa cucita sulla schiena, seguendo un capo che portava una grossa croce. Le voci di un imminente giudizio divino e le visioni della Vergine Maria abbondarono. Durante le loro processioni cantavano un inno, lo Stabat Mater, divenuto rapidamente popolare. Per un momento, mentre i "penitenti bianchi" si avvicinavano a Roma, Bonifacio e la curia appoggiarono il loro entusiasmo penitenziale, ma quando questi raggiunsero la città, Bonifacio fece bruciare sul rogo il loro capo e questi si dispersero rapidamente. "Bonifacio frammentò gradualmente queste folle vaganti, facile preda di agitatori e cospiratori, e infine le dissolse".
Santa Brigida di Svezia venne canonizzata da Bonifacio il 7 ottobre 1391.
Le Università di Ferrara (1391) e Fermo (1398) devono la loro origine a Bonifacio, e quella di Erfurt il suo riconoscimento (1392).
Nel 1401, grazie ai buoni uffici di Carlo Malatesta, concede il riconoscimento dell'esenzione dal vescovo diocesano all'abbazia camaldolese di Sansepolcro.

#### Relazioni con i monarchi cristiani
Nel 1386 era morto Carlo III di Napoli. L'erede di diritto al trono era l'italiano Ladislao d'Angiò-Durazzo, discendente da una linea nobiliare che aveva tradizionalmente appoggiato i papi. Il 1º novembre 1389, l'antipapa Clemente VII, approfittando della vacanza della Sede apostolica, incoronò re di Napoli Luigi II d'Angiò, un principe francese. Bonifacio fu eletto papa il giorno seguente, 2 novembre. Una delle sue prime decisioni fu di imporre Ladislao, che venne incoronato re di Napoli (a Gaeta il 29 maggio 1390). Il pontefice sostenne Ladislao nel decennio successivo nella sua lotta contro le forze angioine nell'Italia meridionale.
In Inghilterra re Riccardo II entrò in contrasto con la Santa Sede. Il re, insieme all'alto clero, si opponeva all'abitudine di Bonifacio di incamerare i benefici inglesi man mano che questi diventavano vacanti. Bonifacio introdusse una novità nella forma di entrate note come annates perpetuæ, trattenendo metà delle entrate del primo anno di ogni beneficio garantito alla corte pontificia. La reazione del Parlamento inglese fu decisa: l'assemblea confermò ed estese gli statuti di Provisore e Præmunire di Edoardo III (1327-1377), dando al re il potere di veto sulle nomine pontificie in Inghilterra. Papa Bonifacio venne sconfitto da un fronte unitario e la lunga controversia venne infine appianata, per la soddisfazione del re inglese. Cionondimeno al sinodo di Londra (1396), i vescovi inglesi si riunirono per condannare John Wyclif, il maggiore teologo inglese dell'epoca.
Sia il re d'Inghilterra (nel 1396), sia i principi tedeschi (dieta di Francoforte del 1397), sia l'imperatore Venceslao (a Reims, 1398) invitarono il pontefice ad abdicare: a ciascuno di essi Bonifacio oppose un rifiuto.
Nel 1398 e 1399 il pontefice si appellò all'Europa cristiana in favore dell'imperatore bizantino Manuele II Paleologo, minacciato a Costantinopoli dal sultano Bajazet, ma l'idea di una crociata suscitò poco entusiasmo.
In Germania i principi elettori deposero a Rhense (20 agosto 1400) il poco valido Venceslao e scelsero al suo posto Roberto, duca di Baviera. Nel 1403 Bonifacio approvò la deposizione e incoronò Roberto.

#### Governo dell'Urbe

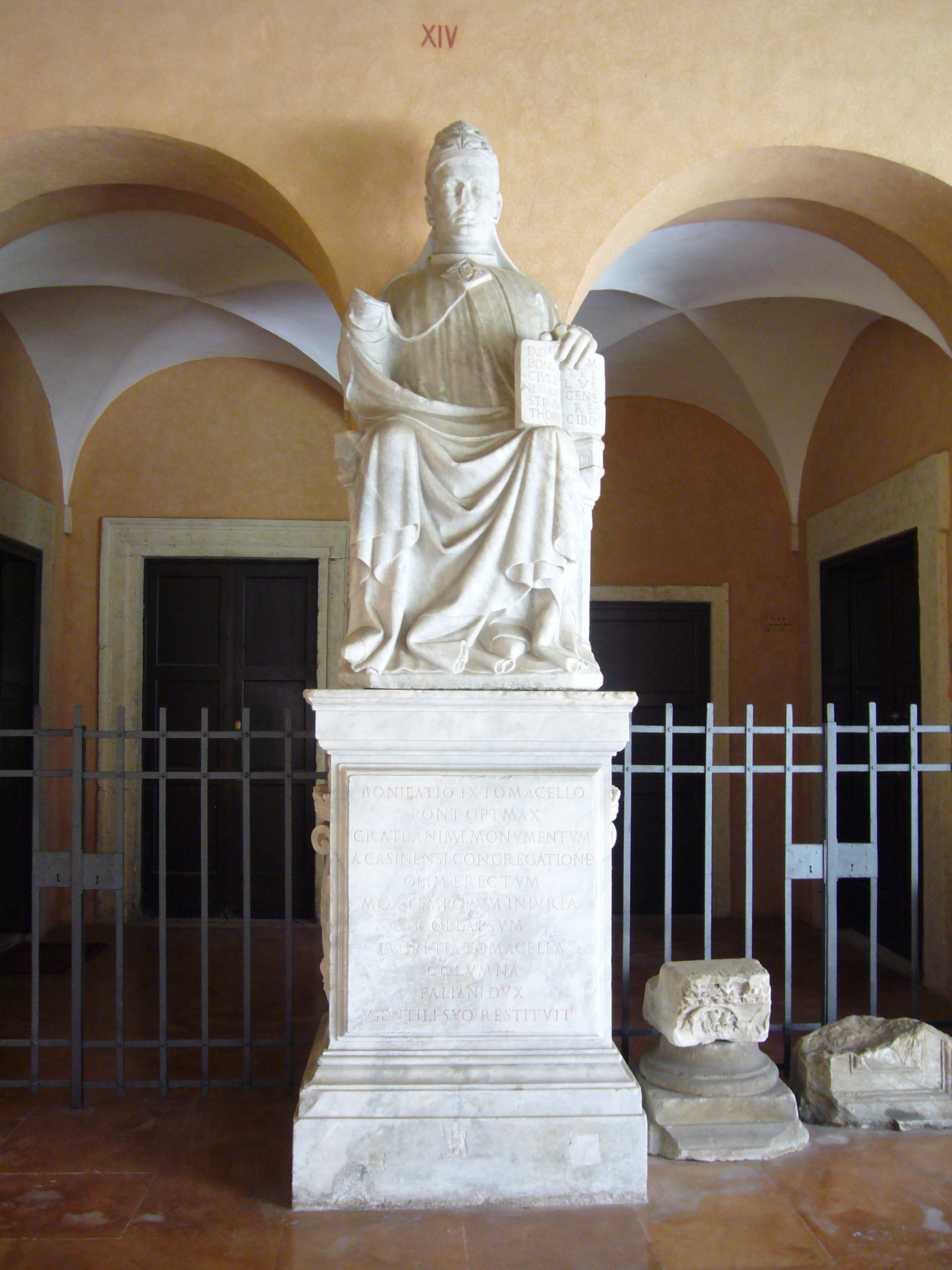
Monumento a papa Bonifacio IX in San Paolo fuori le mura.

Nel corso del suo regno Bonifacio ripristinò la sovranità papale su Roma. Non fu facile sottrarla alle mire delle grandi famiglie feudatarie locali. Alleato degli Orsini, assoldò il condottiero Mostarda da Forlì riuscendo a scacciare gli avversi Colonna da Roma. Inoltre s'impossessò del porto di Ostia, sottraendolo al cardinale vescovo. Infine avviò la fortificazione di Castel Sant'Angelo e dei ponti sul Tevere. Comunque, per motivi di sicurezza, per diverse stagioni Bonifacio risiedette fuori Roma, ad Assisi o Perugia.
Negli Stati Pontifici Bonifacio riottenne gradualmente il controllo delle principali città e castelli e rifondò gli stati nella forma che avrebbero mantenuto per tutto il XV secolo.
Nel 1404 Bonifacio morì di calcolosi delle vie urinarie. Fu sepolto nell'antica basilica di San Pietro in Vaticano ma la sua tomba andò distrutta nel 1507, durante i lavori di costruzione della nuova basilica.

#### Concistori per la creazione di nuovi cardinali
Papa Bonifacio IX durante il suo pontificato ha creato 8 cardinali nel corso di 2 distinti concistori.

## Bonifacio IX nella storiografia
Bonifacio IX fu un politico franco, visto che fu interessato al denaro come gli altri principi europei, in quanto il costo della guerra moderna cresceva e i sostenitori dovevano essere incoraggiati con doni, poiché i governi del XIV secolo dipendevano da tutti gli appoggi personali che un governante poteva raccogliere e mantenere. Il traffico in benefici, la vendita di dispense e simili, non coprivano le perdite di fonti locali di reddito causate dalla lunga assenza del Papato da Roma. Le entrate dall'estero diminuirono a causa dello scisma, delle spese per la pacificazione e la fortificazione di Roma, delle guerre costanti provocate dall'ambizione francese e dalla riconquista degli Stati Pontifici. Bonifacio certamente si prese cura generosamente della madre, dei fratelli e dei nipoti, così come era nello spirito dei tempi. La Curia fu forse parimenti responsabile per i nuovi sistemi finanziari che erano destinati nel secolo successivo a far sorgere amari sentimenti contro Roma, particolarmente in Germania.

## Controversie sul luogo di nascita
Nella Chiesa di Santa Maria della Croce, una chiesa antica di Casarano nel 1717 è stata fatta apporre dal vescovo Antonio Sanfelice una lapide commemorativa per ricordare che in questa chiesa venne battezzato nel 1354 Pietro Tomacelli, che divenne Papa Bonifacio IX.

## Genealogia episcopale e successione apostolica
La genealogia episcopale è:
- Cardinale Francesco Moricotti
- Papa Bonifacio IX

La successione apostolica è:
- Arcivescovo Maffiolo Lampugnani (1390)
- Vescovo Pétur Nikulásson, O.P. (1391)
- Vescovo Vilchin Hinriksson, O.P. (1391)
- Arcivescovo Giovanni Bonifacio Panella (1392)
- Vescovo Bo Mogensen Lang (1395)
- Vescovo Jakub z Korzkwi (1396)